# Purley Stebbins
Purley Stebbins è un personaggio di fantasia nato dalla penna dello scrittore statunitense Rex Stout, che compare nelle opere della serie di Nero Wolfe.
Il sergente Purley Stebbins è un assistente dell'ispettore Cramer. Purley è sotto diversi aspetti il tipico poliziotto: duro, coraggioso e scrupoloso, ma anche burbero e maleducato. Stebbins è ambiguo per quanto riguarda Archie Goodwin. Archie crede che il risentimento sia dovuto alla discrepanza dei due salari, ma Stebbins lo ritiene un detective esperto e talentuoso.